# DJバルタザール
DJバルタザール（ディージェイ・バルタザール、ブルガリア語:Диджей Балтазар、DJ Balthazar、1977年9月23日 -）はブルガリアのDJ、音楽プロデューサ、プロモータ。ブルガリアのソフィア出身。
その音楽業界でのキャリアは1998年にさかのぼる。バルタザールはブルガリアの数々の有名なクラブやイベントでのパフォーマンスに加え、テレビおよびラジオ出演で知られる。ブルガリア国外では、イギリス、ドイツ、オーストリア、オランダ、ベルギー、フランス、マルタ、キプロスをはじめヨーロッパの20箇国以上のクラブでパフォーマンスをしている。2001年12月まで、およそ2年にわたってブルガリア最大のテクノ・クラブ「Indigo」に常駐していた。
バルタザールは代理店Renesanzの所有者でもある。Renesanzは年に4回、2000人以上を動員するイベントを主催している。
バルタザールは2003年から、JackRockとともに音楽プロデュースも行っている。2004年の末には、ドイツのエアフルトで行われたファッションショーのために、45分間のプログレッシブ・セットを製作した。また、DVD映画「Clinique Noir #2」のサウンドトラックも製作している。
2006年1月には、バルタザールとJackRockは初のレコード『Rockin' Dancefloor』をリリースし、レコードはMusicmail Distributionの売上げ首位となりった。同じ2006年1月にバルタザールとJackRockは別のレコードを新人のKobbeとともにベルギーのレコード会社Maguraからリリースした。Kobbeとバルタザールはこのほかにも2枚のレコードをリリースしている。その後も多くのトラック、リミックスをリリースし続けている。バルタザールはまた、ブルガリアの音楽グループ、ディープ・ゾーン・プロジェクトとのジョイント・プロジェクトを開始し、「Welcome To The Loop」や「DJ, Take Me Away」などの楽曲を製作、いずれもブルガリアでチャート入りを果たした。2008年、バルタザールとディープ・ゾーン・プロジェクトの楽曲「DJ, Take Me Away」は、同年のユーロビジョン・ソング・コンテストのブルガリア代表曲に選ばれ、ブルガリア代表としてユーロビジョン・ソング・コンテスト2008への参加を決めた。

## ディスコグラフィー
- Renesanz Construction Project （Balthazar & JackRock） - Clinique Noir #2 DVD Sountdtrack （Shiva Entertainment / オランダ）
- Cherry Moon - Next Generation  （541 / ベルギー）
  - Kobbe, Balthazar & JackRock の "Moonshine" を収録
- Balthazar & JackRock - Rockin' Dancefloor EP （TechHead 03 / ギリシャ）
  - CaveおよびEric Sneoのリミックスを収録
- Kobbe, Balthazar & JackRock - Moonshine EP （Magura 06 / ベルギー）
- Cave - Plutonium Remixes （Spilo 07 / ノルウェー）
  - BalthazarおよびKobbeのリミックスを収録
- Confusion Reloaded EP （Primal Confusion 04 / ドイツ）
  - Balthazar & JackRockの"Body Dance"および"Back In The Game"
- Jochen Miller - Emporium: The Rise Of The Pharao's （Be Yourself Music / オランダ）
  - Kobbe, Balthazar & JackRockの"Moonshine"を収録
- Felix Kroecher - When The Going Gets Tough （Silly Spider / ドイツ）
  - Balthazar & JackRockの"Body Dance"を収録
- Balthazar & JackRock - Follow The White Line EP （TechHead 05 / ギリシャ）
  - Stephane Signoreのリミックスを収録
- Sander Van Doorn - Dance Valley Festival 2006 （Midtown / オランダ）
  - Kobbe, Balthazar & JackRockの"Moonshine"を収録
- Balthazar & JackRock - Venus Delta EP （8311 Music 01 / ブルガリア）
  - Balthazar & JackRock および DeepImpulserのリミックスを収録
- Marcel Woods - High Contrast Recordings （High Contrast Recordings / オランダ）
  - Kobbe, Balthazar & JackRockの"Moonshine"を収録
- Spiros Kaloumenos - Freeze Magazine mix CD （CD компилация） （Freeze / ギリシャ）
  - Balthazar & JackRockの"Rockin' Dancefloor"を収録
- Patterns 033 （Patterns 033 / オランダ）
  - Balthazar および Kobbeのリミックスを収録
- DJ Lion feat. T'yana - Should Be Free （Underground Sound Of Bulgaria 03 / ブルガリア）
  - Balthazar & JackRockのリミックスを収録
- Balthazar, JackRock & PFS 303 - Eeny Meeny Miny No! （U.S.B. Digital 02 / ブルガリア）
  - DJ Lion и JackRockのリミックスを収録
- Mechanique - 24 Hours A Life （Tanira Recordings 06 / ポルトガル）
  - Balthazar & JackRockのリミックスを収録
- Balthazar, JackRock & PFS 303 - Elroy Doil （U.S.B. Digital 09 / ブルガリア）
- DJ Lion - DJ Vibes Remixes （включва ремикс на Balthazar & JackRock） （U.S.B. Digital 10 / ブルガリア）
- Balthazar & JackRock - Rockin' Dancefloor Remixes （TechHead Redmixes 01 / ギリシャ）
  - Balthazar & JackRock, Robert Natus, Kobbe および John Karagiannis & Pay Lip Serviceのリミックスを収録
- ディープ・ゾーン・プロジェクト – Mystika （U.S.B. Digital 18 / ブルガリア）
  - Balthazar & JackRockのリミックスを収録
- ディープ・ゾーン・プロジェクト vs. Balthazar & JackRock - Red Mix （Deep Zone Records / ブルガリア）
  - Balthazar & JackRockのリミックスを収録
- ディープ・ゾーン・プロジェクト & Balthazar – Welcome To The Loop （U.S.B. Digital 24 / ブルガリア）
  - J.O.S.H.のリミックスを収録
- Balthazar & JackRock – Tribalero （Muzik Xpress 105 / ウルグアイ）
- Odessa Sound Freaks - Barrel Of A Gun EP （TechHead 08 / ギリシャ）
  - Balthazar & JackRock および Ignition Technicianのリミックスを収録